# Hjortehuset
Hjortehuset lå i Blåbjerg Klitplantage.
Der var under 2. verdenskrig en baraklejr i området. En lille lejr bestående af 3-4 barakker til indkvartering
af infanterister der havde ansvar for sikring af kysten ved Houstrup Strand.
Lige før kapitulationen aftalte den menige tyske soldat Zühler (navn usikkert) med sine menige kammerater, at de skulle gøre mytteri.
Det gik ikke som forventet, kammeraterne svigtede.
Zühler blev skudt, og begravet i Blåbjerg Klitplantage. Det oprindelige gravsted ved lejren er markeret med en lille indhegning.
I 1987 blev hans jordiske rester flyttet til Flygtningekirkegården (Oksbøl).